# Shamsuddin Amiri
Shamsuddin Amiri (nascut el 12 de febrer de 1985) és un futbolista afganès que juga de porter. Actualment és el futbolista amb més aparicions en partits internacionals, amb la selecció afganesa, amb un total de dotze aparicions. Juga a l'equip afganès Kabul Bank Football Club, des del 2004.

## Carrera
El 2005 va debutar a la selecció afganesa de futbol i el seu últim partit va ser l'any 2008, havent jugat sis partits durant aquell any.
En la seva carrera de clubs, va debutar al Pakistan a PTV Islāmabād, l'any 2002; posteriorment va jugar el 2003 en el club Maiwand, club afganès, i després en 2004 jugaria en el Kabul Bank Football Club.